# The Devil and Father Amorth
The Devil and Father Amorth és una pel·lícula documental del 2017 dirigida per William Friedkin que mostra el novè exorcisme d'una dona italiana anomenada "Cristina" en el poble de Venafro, aquesta vegada oficiat pel Pare Gabriele Amorth, el dia que fa 91 anys.

## Repartiment
- Gabriele Amorth: ell mateix
- Robert Barron: ell mateix
- William Friedkin: ell mateix

## Producció
Mark Kermode, un crític de cinema britànic i admirador per molts de temps de Friedkin, va ser convidat per ajudar en la narració.

## Estrena
La pel·lícula es va presentar al Festival Internacional de Cinema de Venècia el 31 d'agost de 2017. Va tenir una àmplia estrena als Estats Units el 20 d'abril de 2018.

## Rebuda
- "És sens dubte una curiositat per a conversos en lloc d'una exploració substancial que anhelarien els escèptics (inclòs jo), però dona bastants coses (…) Puntuació: ★★★ (sobre 5)".[4]
- "El veritable tema de 'The Devil and Father Amorth' és fins a quin punt la gent creu que aquest exorcisme és real (...) Mostra fins a on arriba la mística sobre el dimoni".[5]
- "Documental decididament carrincló".[6]